# Reem Mansour
Pour les articles homonymes, voir Mansour.
Reem Mansour (née le 20 décembre 1993 à Gizeh) est une archère égyptienne.

## Biographie
Reem Mansour remporte son premier podium africain sénior en 2014, alors qu'elle remporte l'argent à l'épreuve individuelle de l'arc classique.

## Palmarès
- Jeux olympiques[1]
  - 33e à l'épreuve individuelle féminine des Jeux olympiques d'été de 2016 à Rio de Janeiro.

- Championnats d'Afrique[1]
  -  Médaille d'argent à l'épreuve individuelle femmes aux championnats d'Afrique 2014 à Louxor.
  -  Médaille d'or à l'épreuve individuelle femmes aux championnats d'Afrique 2016 à Windhoek.
  -  Médaille d'argent à l'épreuve par équipe femmes aux championnats d'Afrique 2016 à Windhoek.

- Jeux africains[1]
  -  Médaille d'or à l'épreuve par équipe femmes aux Jeux africains de 2019 à Rabat.
  -  Médaille d'or à l'épreuve par équipe mixte aux Jeux africains de 2019 à Rabat.